# A (группа)
A — британская рок-группа, основанная в Лидсе в 1993 году. За время своего существования A выпустили 4 студийных альбома.

## История

### Формирование (1993—1995)
В начале 90-х 3 брата Джейсон Перри, Гилс Перри и Адам Перри, а также 2 их друга Марк Чапман и Даниель Картер под влиянием Rush и The Beach Boys основали прогрессив-рок-группу Grand Designs.
В 1995 году они стали играть поп-панк и сменили название на A - музыканты пожелали быть первыми в любой музыкальной энциклопедии.

### How Ace Are Buildings и A vs. Monkey Kong
Перебравшись в Лондон, в 1996 музыканты заключили контракт с британским Warner Bros. Records, а в 1997 году на свет появился их дебютный альбом How Ace Are Buildings. AllMusic отметил, что A хорошо поучились у AC/DC. По мнению издания, "детский" вокал Адама Перри гармонирует с юношеской лирикой и поп-мелодиями. В альбоме нет намёка на работу с электроникой, как на последующем диске 'A' vs. Monkey Kong. Отсутствует также ню-метал-подход, как это было в альбоме Hi-Fi Serious 2002 года. При этом чувствуется "бесстыжий американский" стиль.
В альбоме 'A' vs. Monkey Kong группа добавила к привычному брит-попу элементы панк-рока и техно, что сделало их музыку энергичнее. Издание AllMusic сравнило вокал Джейсона Перри с Перри Фарреллом из Jane's Addiction, отметив, что запоминающиеся припевы и подростковая дерзость определили успех диска.

### Hi-Fi Serious
В 2002 году A выпустили третий студийный альбом Hi-Fi Serious. В AllMusic положительно оценили диск, назвав его приятным сюрпризом среди большого числа заурядных релизов альтернативного рока, вышедших в последние годы. Были отмечены гимноподобные припевы, граничащие с металом. Группа отказалась от "сопливого поклонения Green Day, которое делает многие подобные коллективы до ужаса скромными". A пробуют себя в других жанрах, не боясь выглядеть иронично или глупо. Издание отмечает, что группа добавила синтезаторы и сильно обработанный бэк-вокал, что может подорвать их имидж, но делает музыку лучше. В перенасыщенном жанре такие альбомы вызывают облегчение. AllMusic подчеркнули, что A — это в первую очередь поп-музыка, а уже потом панк.
Издание Punknews отметило, Джейсон Перри стал более зрелым как вокалист. Наиболее примечательные треки из Hi-Fi Serious — "Nothing", "Something's Going On" и "Starbucks". Музыка А включает гитарные партии в стиле панк, электронные сэмплы и характерные американские рок-риффы.

## Дискография

### Студийные альбомы
- How Ace Are Buildings - (1997)
- 'A' vs. Monkey Kong - (1999)
- Hi-Fi Serious - (2002)
- Teen Dance Ordinance - (2005)

### Концертные альбомы
- Exit Stage Right - (2000)
- Rockin' Like Dokken - (2003)